# Igoville
Igoville és un municipi francès situat al departament de l'Eure i a la regió de Normandia. L'any 2007 tenia 1.484 habitants.

## Demografia

### Població
El 2007 la població de fet d'Igoville era de 1.484 persones. Hi havia 522 famílies, de les quals 104 eren unipersonals (36 homes vivint sols i 68 dones vivint soles), 165 parelles sense fills, 225 parelles amb fills i 28 famílies monoparentals amb fills.
La població ha evolucionat segons el següent gràfic:
Habitants censats

### Habitatges
El 2007 hi havia 554 habitatges, 529 eren l'habitatge principal de la família, 8 eren segones residències i 16 estaven desocupats. 525 eren cases i 29 eren apartaments. Dels 529 habitatges principals, 441 estaven ocupats pels seus propietaris, 84 estaven llogats i ocupats pels llogaters i 4 estaven cedits a títol gratuït; 7 tenien una cambra, 22 en tenien dues, 79 en tenien tres, 154 en tenien quatre i 267 en tenien cinc o més. 451 habitatges disposaven pel capbaix d'una plaça de pàrquing. A 207 habitatges hi havia un automòbil i a 280 n'hi havia dos o més.

### Piràmide de població
La piràmide de població per edats i sexe el 2009 era:
| Homes | Edats   | Dones |
| ----- | ------- | ----- |
| 0     | 95 o +  | 0     |
| 0     | 90 a 94 | 0     |
| 0     | 85 a 89 | 0     |
| 8     | 80 a 84 | 12    |
| 28    | 75 a 79 | 20    |
| 4     | 70 a 74 | 36    |
| 20    | 65 a 69 | 36    |
| 28    | 60 a 64 | 24    |
| 44    | 55 a 59 | 24    |
| 49    | 50 a 54 | 61    |
| 68    | 45 a 49 | 52    |
| 56    | 40 a 44 | 56    |
| 72    | 35 a 39 | 56    |
| 52    | 30 a 34 | 64    |
| 60    | 25 a 29 | 48    |
| 52    | 20 a 24 | 28    |
| 48    | 15 a 19 | 52    |
| 88    | 10 a 14 | 48    |
| 20    | 5 a 9   | 68    |
| 24    | 0 a 4   | 52    |

## Economia
El 2007 la població en edat de treballar era de 1.045 persones, 741 eren actives i 304 eren inactives. De les 741 persones actives 681 estaven ocupades (366 homes i 315 dones) i 59 estaven aturades (32 homes i 27 dones). De les 304 persones inactives 82 estaven jubilades, 98 estaven estudiant i 124 estaven classificades com a «altres inactius».

### Ingressos
El 2009 a Igoville hi havia 538 unitats fiscals que integraven 1.450 persones, la mediana anual d'ingressos fiscals per persona era de 20.210 €.

### Activitats econòmiques
Dels 78 establiments que hi havia el 2007, 1 era d'una empresa extractiva, 1 d'una empresa alimentària, 1 d'una empresa de fabricació de material elèctric, 5 d'empreses de fabricació d'altres productes industrials, 15 d'empreses de construcció, 25 d'empreses de comerç i reparació d'automòbils, 4 d'empreses de transport, 6 d'empreses d'hostatgeria i restauració, 2 d'empreses financeres, 1 d'una empresa immobiliària, 6 d'empreses de serveis, 5 d'entitats de l'administració pública i 6 d'empreses classificades com a «altres activitats de serveis».
Dels 23 establiments de servei als particulars que hi havia el 2009, 3 eren tallers de reparació d'automòbils i de material agrícola, 1 taller d'inspecció tècnica de vehicles, 2 paletes, 1 guixaire pintor, 6 fusteries, 2 lampisteries, 3 empreses de construcció, 1 perruqueria, 2 restaurants, 1 tintoreria i 1 saló de bellesa.
Dels 9 establiments comercials que hi havia el 2009, 1 era, 1 una botiga de menys de 120 m², 1 una fleca, 1 una peixateria, 2 botigues de material esportiu, 1 una perfumeria i 2 floristeries.
L'any 2000 a Igoville hi havia 3 explotacions agrícoles.

## Equipaments sanitaris i escolars
L'únic equipament sanitari que hi havia el 2009 era una farmàcia.
El 2009 hi havia 1 escola maternal i 1 escola elemental.

## Poblacions més properes
El següent diagrama mostra les poblacions més properes.